# Olle Bexell
Karl Olof (Olle) Alfred Bexell född 14 juni 1909 i Luleå, död 6 januari 2003 i Uppsala, var en svensk friidrottare och barnläkare. 

## Biografi
Olle Bexell deltog i sammanlagt tolv tiokamper (längd, kula, höjd, häck, diskus, stav, spjut samt löpning 100 m, 400 m och 1500 m) , av vilka han vann nio. Han var svensk mästare fem gånger 1935–1938. År 1938 vann han samma titel i femkamp. Ingående i idrottstruppen från  Sverige i Olympiska sommarspelen 1936 erhöll han 7 024 poäng, motsvarande 6 558 i dagens poängberäkningssystem. Han nådde därigenom sjunde plats. Under trettio år, 1936–1966, var han innehavare av det svenska rekordet i tiokamp. Han var 1,90 m lång och hade under sina aktiva år en matchvikt på 84 kg.
1937 blev han med sitt personliga rekord 7 337 (6 558) poäng årets världsbästa.
I sin sista tiokamp 1938 blev han europamästare i Paris. Med 7 214 (6 870) poäng vann han titeln före polacken Witold Gierruto och schweizaren Josef Neumann.
Som medlem i Upsala Studenters IF:s handbollslag var han med och vann SM-guldet 1939. Han var hela livet, ända upp i 90-årsåldern, aktiv tennisspelare. Som innehavare av Svenska friidrottsförbundets hederstecken Stora Grabbars Märke tillhörde han föreningen De Stora Grabbarna.
Efter avslutad idrottskarriär var Bexell verksam som praktiserande barnläkare i Uppsala. Han är begravd på Uppsala gamla kyrkogård.